# 용두초등학교 (충북)
용두초등학교(龍頭初等學校)는 대한민국 충청북도 제천시 하소동에 있는 공립 초등학교이다.

## 학교 연혁
- 1993년 8월 23일 용두국민학교로 설립 인가, 용두국민학교 개교
- 1995 3월 1일 용두초등학교 병설유치원 개교 제 1대 박찬우 교장 부임
- 1995 4월 15일 개교 기념 행사 거행
- 1996 2월 18일 제 1회 졸업식(140명)

## 참고 자료
- 용두초등학교 - 한국교육학술정보원 학교알리미